# الأوكرانيون في المملكة المتحدة
الأوكرانيون في المملكة المتحدة هم مواطنون أوكرانيون أو أفراد يرجع نسبهم إلى أوكرانيا ويقيمون في المملكة المتَّحدة. شهد عدد المواطنين المولودين في أوكرانيا والمقيمين في المملكة المتحدة ارتفاعًا ملحوظًا عقب الغزو الروسي لأوكرانيا في فبراير 2022. بلغ عدد تأشيرات الدخول التي منحتها المملكة المتحدة للاجئين الأوكرانيين 260,800 تأشيرة دخول حتى شهر يوليو عام 2024.

## التعداد
لم يتجاوز عدد الأشخاص المولودين في أوكرانيا والمقيمين في المملكة المتحدة 11,913 نسمة في تعداد عام 2001. وفي تعداد عام 2011، بلغ عدد المقيمين من مواليد أوكرانيا 20,320 نسمة في إنجلترا، وبلغ عددهم 380 نسمة في ويلز، إضافة إلى 838 نسمة في إسكتلندا، ويضاف عليهم 245 نسمة في أيرلندا الشمالية. وتشير تقديرات مكتب الإحصاءات الوطنية إلى أن عدد المولودين في أوكرانيا المقيمين في المملكة المتحدة بلغ زهاء 32,000 نسمة في عام 2020. وقُدِّر عدد حملة الجنسية الأوكرانية بنحو 17,000 نسمة.

## الغزو الروسي لأوكرانيا
خلال الغزو الروسي لأوكرانيا عام 2022، نظَّم الأوكرانيون في المملكة المتحدة مظاهرات تطالب الحكومة البريطانية بفرض عقوبات على روسيا، واتخاذ إجراءات بحق أموال وأملاك طبقة الأوليغارشية الروسية في بريطانيا. وجَّه بعض منظمي الاحتجاجات انتقادات لمشروع قانون الشرطة والجريمة وإصدار الأحكام والعقوبات الذي اقترح وضع قيود جديدة على الاحتجاجات والتجمّعات العامة.
اعتبارًا من 26 يوليو 2024، كانت المملكة المتحدة قد أصدرت ما مجموعه 260,800 تأشيرة دخول للأوكرانيين نتيجة للغزو الروسي، ذلك من أصل 342,000 طلب.

## الدين
ينتمي غالبية أبناء الجالية الأوكرانية في المملكة المتحدة إلى الكنيسة الأرثوذكسية الأوكرانية. كما يدين فريق كبير منهم بالمذهب الكاثوليكي، ويتبعون الإكسارخية الرسولية للأوكرانيين في بريطانيا العظمى. كذلك توجد أقليات صغيرة من اليهود والمسلمين.